# Dicranaceae
Dicranaceae, porodica pravih mahovina koja pripada redu Dicranales. I porodica i red dobili su ime po rodu Dicranum. Postoji oko 1200 vrsta u 65 rodova.

## Rodovi
1. Anisothecium Mitt.
2. Aongstroemia Bruch & Schimp.
3. Aongstroemiopsis M. Fleisch.
4. Arctoa Bruch & Schimp.
5. Atractylocarpus Mitt.
6. Braunfelsia Paris
7. Brothera Müll. Hal.
8. Brotherobryum
9. Bryohumbertia
10. Bryotestua
11. Camptodontium
12. Campylopodiella
13. Campylopodium
14. Campylopus
15. Cecalyphum
16. Chorisodontium
17. Cladophascum
18. Cladopodanthus
19. Cnestrum
20. Cryptodicranum
21. Cynodontium
22. Dichodontium
23. Dicnemoloma
24. Dicranella
25. Dicranodontium
26. Dicranoloma
27. Dicranoweisia
28. Dicranum
29. Eucamptodontopsis
30. Holodontium
31. Holomitriopsis
32. Holomitrium
33. Hygrodicranum
34. Kiaeria
35. Kingiobryum
36. Leucobryum
37. Leucoloma
38. Macrodictyum
39. Mesotus
40. Microcampylopus
41. Microdus
42. Mitrobryum
43. Muscoherzogia
44. Nanomitriopsis
45. Ochrobryum
46. Octoblepharum
47. Oncophorus
48. Oreas
49. Oreoweisia
50. Paraleucobryum
51. Parisia
52. Pilopogon
53. Platyneuron
54. Pocsiella
55. Polymerodon
56. Pseudephemerum
57. Pseudochorisodontium
58. Pseudohyophila
59. Rhamphidium Mitt.[2]
60. Schistomitrium
61. Schliephackea
62. Sclerodontium
63. Sphaerothecium
64. Steyermarkiella
65. Symblepharis
66. Thysanomitrion